# Епідемія (музичний гурт)
«Епідемія» (рос. Эпидемия) — російський музичний павер-метал гурт, заснований у 1993 році, найбільш відомий своєю метал-оперою «Ельфійський рукопис». Виступає на найбільших рок-фестивалях Росії (у тому числі «Крылья» і «Нашествие»). У музиці групи відчутно вплив таких колективів, як Blind Guardian, Helloween, Gamma Ray і Iron Maiden. Тематика лірики, в основному, пов'язана з фентезі - з творчістю Маргарет Уейс і Трейсі Хікма, Майкла Муркока, Джона Р. Р. Толкіна та інших письменників жанру. Назва групи пов'язана з виходом фільму «Епідемія».

## Історія
Група була заснована гітаристом Юрієм Мелісовим, відомим під ніком «Juron». Перші спроби організувати групу були зроблені ще в 1993 році, але склад був зібраний тільки два роки опісля. У 1995 році ще безіменним колективом був записаний демо-альбом «Фенікс» з вокалом Ю. Мелісова. Вже цей дебютний матеріал вийшов на відомому лейблі Moroz Records. За словами Андрія Лаптєва, в той час ніякого договору з лейблом на випуск альбомів ще не було, і учасникам довелося заплатити власні гроші для того, щоб їх видали під маркою цього лейблу. З 1995 року група отримала назву Епідемія. Перший концерт групи відбувся 20 грудня 1995 року в ДК МЕІ. Саме цей день вважається офіційною відправною точкою в історії колективу. Для запису першого альбому до групи приєдналися вокаліст Павло Окунєв і гітарист Роман Захаров, який став другим композитором групи. Дебютний реліз «Воля до життя» (1998) складався всього з п'яти композицій, але вже на наступний рік група випускає повноцінний альбом «На краю часу». Склад, який брав участь в його записі, складався з Юрія Мелісова (гітара), Романа Захарова (гітара), Павла Окунєва (вокал), Іллі Князєва (бас-гітара) та Андрія Лаптєва (ударні).
У 2000 році через творчі розбіжності група розлучається з Павлом Окунєвим, згодом заснував групу «Арда». Його змінив Максим Самосват. Перший альбом за участю нового вокаліста, «Загадка чарівної країни», відрізнявся більшою мелодійністю і меншим впливом спід-метала. На баладу «Я молився на тебе» був знятий відеокліп, показаний по MTV Russia. Епідемія потрапила до числа номінантів MTV Europe Music Awards 2002 від Росії і потрапила до п'ятірки переможців. Музиканти були присутні в Барселоні на врученні цієї престижної премії. В одному з шоу на MTV група виступила разом з легендарним Alice Cooper.
На наступний рік групу покинув один з лідерів - Роман Захаров, якого змінив Павло Бушуєв. У цей же час Андрій Лаптєв свариться з колективом і залишає групу. Йому на заміну приходить Євген Лайко, а потім і Дмитро Кривенко.
З новим складом Ю. Мелісов почав реалізовувати свою давню мрію: сюжетну метал-оперу. У його первинні плани входила постановка за мотивами книжкового серіалу Dragonlance, але в підсумку був написаний самостійний, хоч і схожий, сюжет. У записі концептуального альбому «Ельфійський рукопис» взяли участь музиканти з груп «Арія», «Arida Vortex», «Чорний Обеліск», «Майстер» і «Боні НЕМ». Презентація альбому спільно з групою «Арія» відбулася 13 лютого 2004 року перед шеститисячною публікою на фестивалі «П'ятниця, 13-е». Популярність Епідемії різко зростає. Пісня з альбому - «Пройди свій шлях» на місяць зайняла 1-е місце в хіт-параді Нашого Радіо «Чартова Дюжина».
Незабаром з групи йде другий гітарист Павло Бушуєв. Його змінює Ілля Мамонтов.
У 2005 році група випустила альбом «Життя в сутінках», що складався з перезаписаних у новому складі пісень Мелісова з альбомів, що передували «ельфійському рукопису». На офіційному сайті групи було проведено голосування серед фанатів, за підсумками якого і були вибрані пісні для перезапису. Змінилися аранжування і вокальні партії, вони стали різноманітніше і важче. Вокальні партії Самосвата стали жорсткішими. Старі пісні отримали нове звучання, подекуди злегка змінився текст. Альбом викликав схвалення як нових, так і старих фанатів групи.
У цьому ж році групі виповнилося 10 років. У колективі з'являється новий клавішник Дмитро Іванов. Незабаром гурт покидає басист Ілля Князєв, якого замінив молодий талановитий музикант Іван Ізотов.
На початку 2006 року вийшов офіційний mp3-збірник Епідемії з релізами з 1998 по 2005 рік. А вже в самому кінці року - подвійний концертний DVD «Хроніки сутінків: 10 років шляху» (частина перша) і «Хроніки сутінок: Ельфійський рукопис» (частина друга) з концерту 2005 року, присвяченому 10-річчю групи.
У грудні 2007 року група записує продовження своєї метал-опери: «Ельфійський рукопис: Оповідь на всі часи». У записі знову взяли участь Артур Беркут, Андрій Лобашов, Дмитро Борисенков і Кирило Немоляєв, а також нові учасники: вокаліст фолк-гурту «Троль гне ялину» Костянтин Румянцев і екс-вокаліст «Майстра» Михайло Серишев. Презентація альбому пройшла в Лужниках 3 грудня 2007.
Восени 2008 року Епідемія оголосила про початок співпраці з компанією «Yamaha» з контрактом на рік. Вперше в Росії вся група стала офіційним ендорсером окремої музичної компанії, працюючи безпосередньо з брендом. Група отримала нові і кращі інструменти компанії Yamaha.
9 квітня 2009 світ побачив перший сингл групи «Смерковий ангел», що складається з двох нових пісень, які виконувалися раніше в живу, і двох нових версій пісні «Пройди свій шлях» з альбому «Ельфійський рукопис». Сингл був викладений для безкоштовного завантаження з офіційного сайту гурту, а також вийшов обмеженим накладом на CD.
1 квітня 2010 вийшов альбом «Дорога додому», записаний у Фінляндії на студії «Sonic Pump» і в Росії на студії «Dreamport». Також як бонус-треки в альбом увійшли дві старі пісні, написані ще в 1994 році, - «Фенікс» і «Повернись».
22 липня 2010 на офіційному сайті групи було оголошено, що Епідемія виконає кавер-версію композиції «Гра з вогнем» групи «Арія» на триб'ют-альбомі «A Tribute to Арія. XXV». Офіційне підтвердження її участі було отримано 26 жовтня 2010 року. 

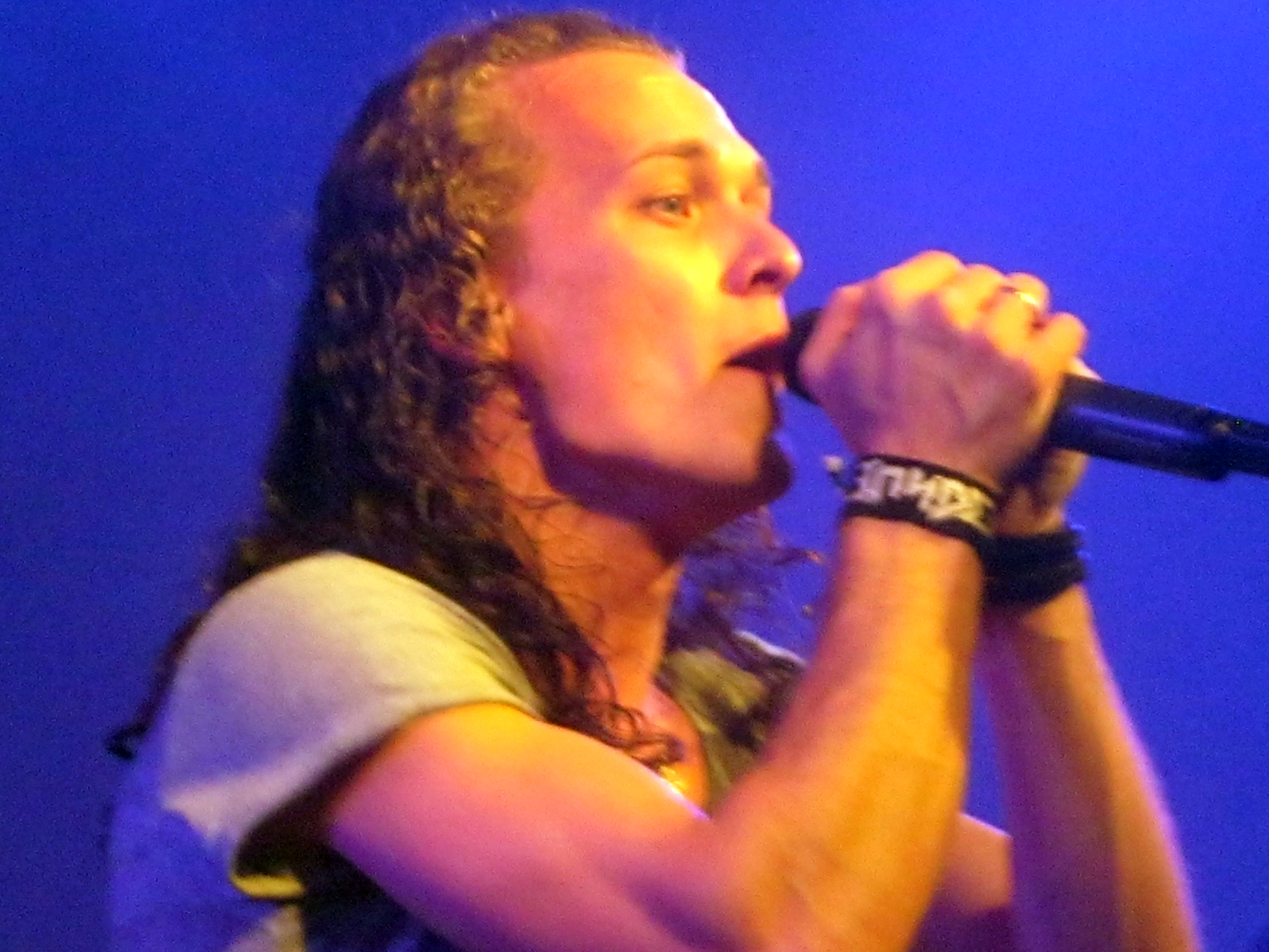
Євген Єгоров, вокаліст

29 вересня 2010 група оголосила про те, що Іван Ізотов залишає Епідемію, а його місце займає Ілля Мамонтов, який раніше займав місце гітариста Епідемії. Місце сесійного гітариста займає Андрій Смирнов (Everlost), до оголошення нового гітариста групи.
25 жовтня 2010 групу покидає Максим Самосват, який співав в групі протягом 10 років. Він виступив в останній раз з Епідемією, як і Іван Ізотов, на концертах 10 та 11 грудня 2010 року, присвячених 15-річчю групи.
14 грудня 2010 група оголосила, що новим вокалістом стає Євген Єгоров, який протягом трьох років співав у групі «Колізей», а так само брав участь у записі метал-опери «Ельфійський рукопис: Оповідь на всі часи», де виконав роль золотого дракона Гілтіаса.
20 грудня 2010 до групи, як другий гітарист, приєднується Дмитро Процко, один із засновників і гітарист групи «Арда» протягом 8 років.

## Сторонні проекти
- Павло Окунєв після виходу з «Епідемії» заснував групу «Арда». Випустив з нею 3 альбоми, 2 інтернет-сингла і продовжує активну музичну діяльність. Юрій Мелісов брав участь у записі першого альбому групи «Арда».
- Максим Самосват до 2006 року був вокалістом прогресив-метал групи «Mechanical Poet» і випустив з нею два альбоми.
- Роман Валер'єн, клавішник, організував групу Пілігрим (не плутати з однойменним проектом А. Ковальова), а з 1 січня 2007 року взяв участь у групі «Колізей», де є також основним композитором.
- Андрій Лаптєв після відходу з групи перекваліфікувався у вокаліста. Він також створив групу, яка спочатку заперечувала у Епідемії права на назву. У результаті група стала імноваться як «АлЕпідемія». У 2006 році Лаптєв оголосив, що збирається записати продовження «ельфійського рукопису» з власним складом. Однак, через відсутність прав на назву, його проект був перейменований в «Битву богів», а його вихід перенесено на невизначений термін. У вільний доступ викладений демо-запис проекту.
- Іван Ізотов грає у групі «Radio Чача».
- Євген Єгоров до «Епідемії» був вокалістом групи «Колізей».
- Дмитро Процко до «Епідемії» був гітаристом і співавтором кількох композицій групи «Арда».

## Склад

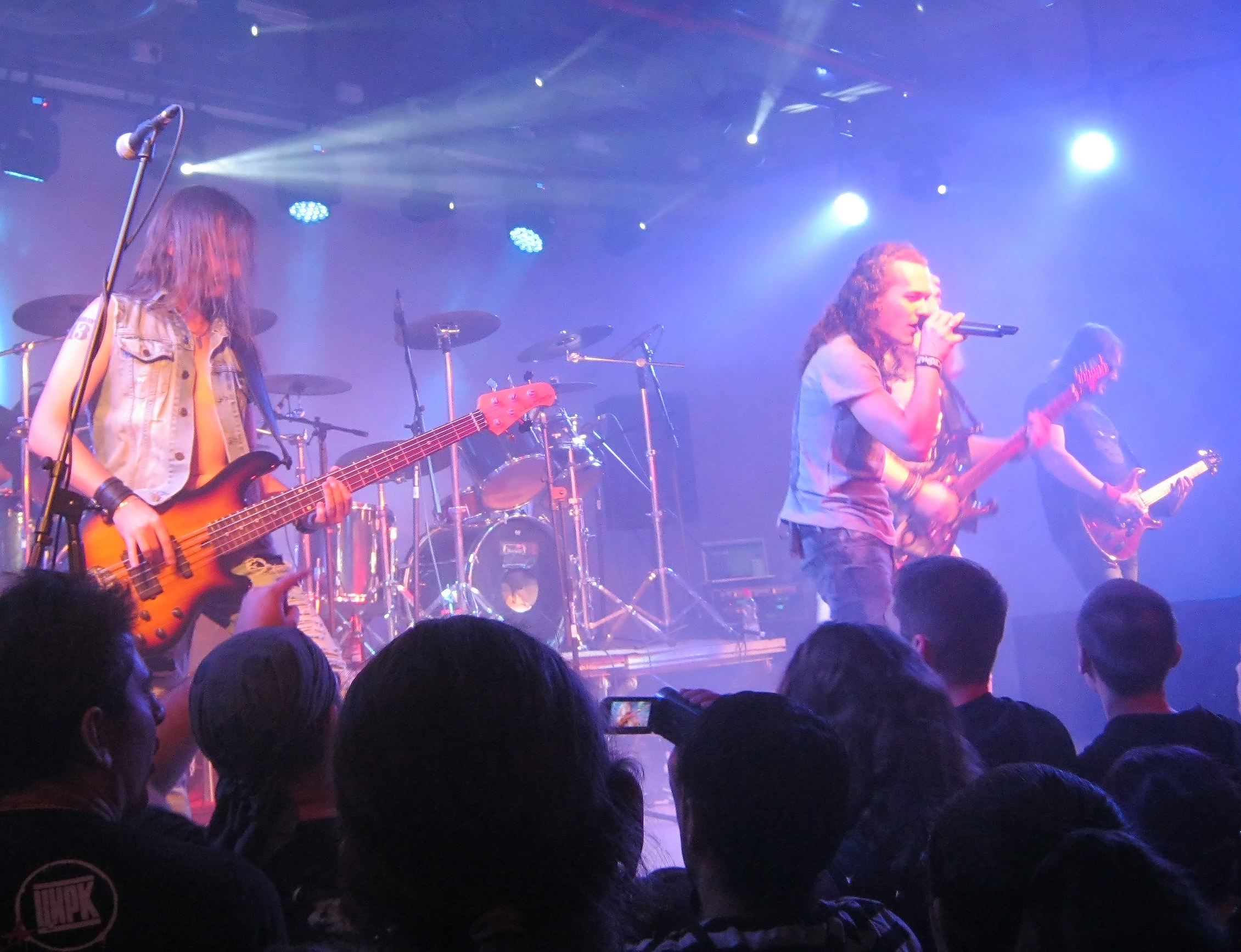
Епідемія, 2015

### Поточний
- Юрій Мелісов - гітара (з моменту заснування)
- Дмитро Кривенков - ударні (з 2003)
- Ілля Мамонтов - бас-гітара (з 2010)
- Дмитро Іванов - клавішні (із 2005)
- Євген Єгоров - вокал (з 2010)
- Дмитро Процко - гітара (з 2010)

### Колишні учасники
- Арам Оганесян - гітара (1993-1994)
- Дмитро Щербаков - бас-гітара (1993-1995)
- Михайло Єльцов - ударні (1993-1995)
- Артем Смирнов - бас-гітара (1995-1996)
- Андрій Манько - гітара (1995-1997)
- Микола Турунов - бас-гітара (1996-1998)
- Любов Назарова - клавішні (1998)
- Катерина Усанова - клавішні (1999)
- Катерина Гладкова - клавішні (1999)
- Павло Окунєв - вокал (1996-2000)
- Роман Захаров - гітара (1997-2001)
- Олег Похваліна - клавішні (2000-2001)
- Андрій Лаптєв - ударні (1995-2002)
- Євген Лайка - ударні (2002-2003)
- Павло Бушуєв - гітара (2001-2004)
- Роман Валерій - клавішні (2001-2005)
- Ілля Князєв - бас-гітара (1998-2005)
- Іван Ізотов - бас-гітара (2005-2010)

Максим Самосват - вокал (2000-2010)

## Дискографія
| №  | Назва альбому                                | Тип альбому                        | Рік видання |
| -- | -------------------------------------------- | ---------------------------------- | ----------- |
| 1  | Феникс                                       | Демо-альбом                        | 1995        |
| 2  | Воля к жизни                                 | ЕР                                 | 1998        |
| 3  | На краю времени                              | Альбом                             | 1999        |
| 4  | Загадка волшебной страны                     | Альбом                             | 2001        |
| 5  | Эльфийская рукопись                          | Метал-опера, концептуальний альбом | 2004        |
| 6  | Жизнь в сумерках                             | Реміксована збірка(Альбом)         | 2005        |
| 7  | Эльфийская рукопись: Сказание на все времена | Метал-опера, концептуальний альбом | 2007        |
| 8  | Сумеречный ангел                             | Сингл                              | 2009        |
| 9  | Дорога домой                                 | Альбом                             | 2010        |
| 10 | Всадник из льда                              | Реміксована збірка(Альбом)         | 2011        |
| 11 | В трезвучиях баллад...                       | Акустичний концептуальний альбом   | 2012        |
| 12 | Сокровище Энии                               | Метал-опера, концептуальний альбом | 2014        |
| 13 | Дует ветер ледяной                           | Концертний альбом                  | 2015        |
| 14 | Придумай светлый мир                         | Сингл                              | 2016        |
| 15 | Легенда Ксентарона                           | Метал-опера, концептуальний альбом | 2018        |